# Mercedes-Benz Atego
O Mercedes-Benz Atego é um modelo de caminhão da Mercedes-Benz. Idealizado no segmento de semipesados, é produzido desde 1998 na Alemanha, no Brasil desde 2004 e na Argentina desde 2016.

## Versões
Desde o início da produção, esteve disponível em diversas configurações: chassi longo, cavalo-mecânico, além das várias denominações (1315; 1418; 1518; 1718; 1725; 1725 4x4; 1728; 2425 6x2; 2428, entre outras).